# Chiasmocleis mantiqueira
Chiasmocleis mantiqueira é uma espécie de anuro da família Microhylidae. Endêmica do Brasil, é encontrada apenas no Parque Estadual da Serra do Brigadeiro no estado de Minas Gerais.